# Veselin Marchev
Veselin Marchev (tiếng Bulgaria: Веселин Марчев; sinh 7 tháng 2 năm 1990) là một cầu thủ bóng đá Bulgaria thi đấu ở vị trí tiền vệ cho Lokomotiv Plovdiv.